# 琴芝站
琴芝站（日语：／ Kotoshiba eki */?）是位於山口縣宇部市琴芝町，屬於西日本旅客鐵道（JR西日本）的宇部線車站。本站位於宇部市的中心位置。雖然不是該市的中心車站，但使用人數與鄰站宇部新川站相當接近。

## 車站構造

### 站房
本站現時使用中的站房為第二代站房，採用簡易車站模式設計，原有的站房被拆去後，只在原址改以金屬板所建成的組合屋作為候車室，亭內放置六張單座位式的木候車座椅，以及一部簡易式的近距離自動售票機。出入口亦重新設於候車亭旁邊，並採用完全開放式的出入口設計。
由於舊站房的面積較大，改為簡易車站模式後，原來外圍位置加裝了圍欄，使得所有乘客只能從設定的出入口進出車站。

#### 舊站房

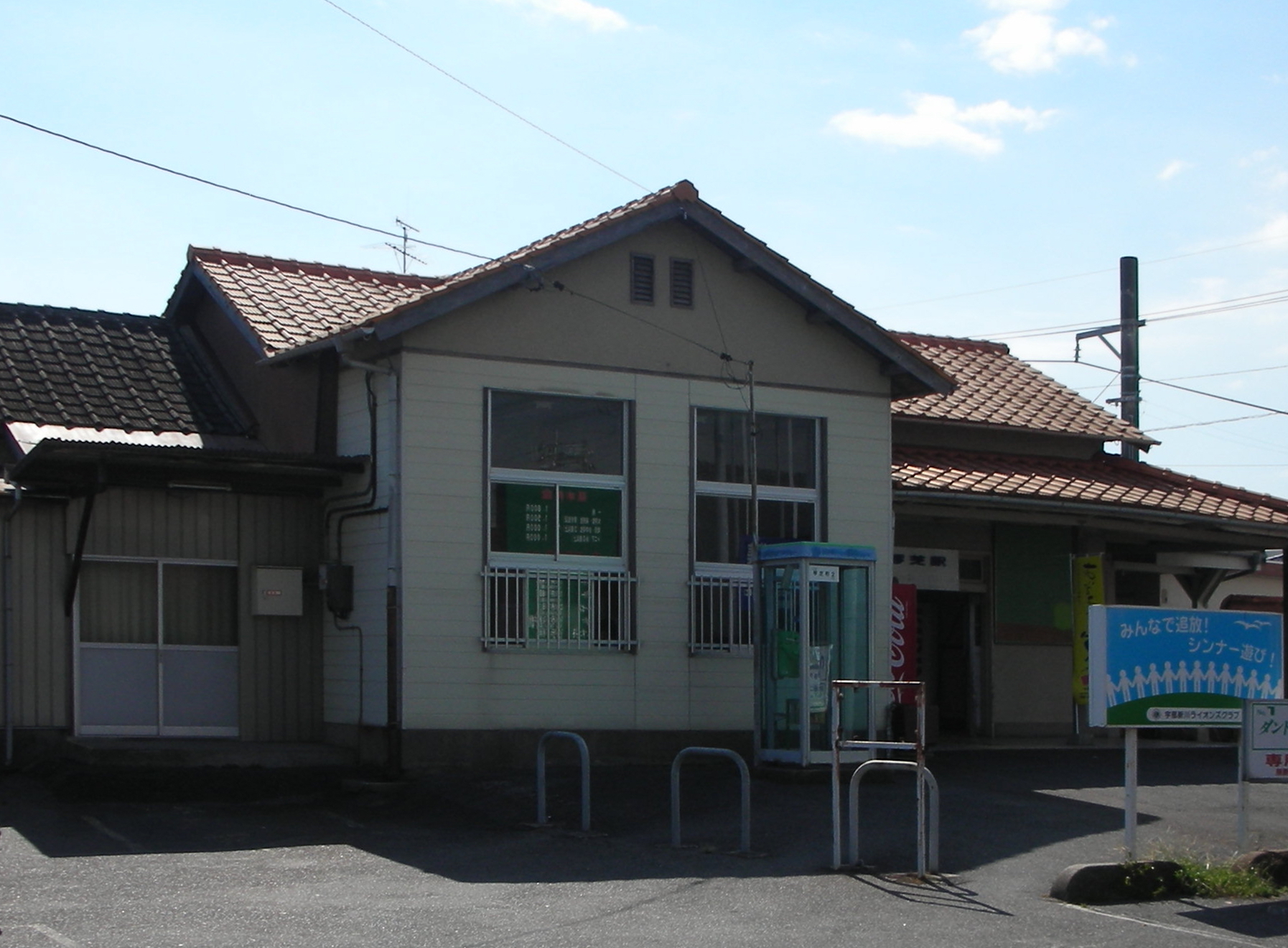
已拆卸的舊站房（2008年9月）

本站的舊站房為一座木製的單層站房。出入口設於右側，進站後為即為售票大廳。左方設有候車大廳、已停用使用的售票窗口及站務室，並同樣放置一部近距離自動售票機。最右側的伸延部份為單車停泊場及洗手間，至於站務室左側側為舊職員留宿處，無人化後一直空置，部份原有間架也被打通。

### 月台
本站只設有1座側式月台。往宇部新川方向的列車會開啟右邊車門，往新山口方向為左側開門。
| 路線    | 上下行 | 方向                                    | 備註                            |
| ------- | ------ | --------------------------------------- | ------------------------------- |
| ■宇部線 | 下行   | 宇部新川、宇部方向 經山陽本線往下關方向 | 每天08:43班次直通山陽本線至下關 |
| ■宇部線 | 上行   | 宇部岬、新山口方向                      |                                 |

## 歷史
- 1929年11月29日：宇部鐵道（日语：宇部鉄道）東新川站至宇部新川站之間新設此站。
- 1943年5月1日：宇部鐵道被國有化。成為國有鐵道宇部東線車站。
- 1948年2月1日：宇部東線改名為宇部線，此站成為宇部線車站。
- 1987年4月1日：隨國鐵分割民營化，車站由西日本旅客鐵道（JR西日本）營運。
- （日期不明）：改為業務委託車站，委托JR西日本廣島Maintec（日语：JR西日本広島メンテック）負責車站業務。
- 1999年7月：開設綠色窗口[1]
- 2002年：

- 3月31日：綠色窗口結業。
- 4月1日：由業務委託站改為簡易委託車站，在星期六、日為無人車站。

- 2008年3月15日：隨時間表改正，增設快速列車「希望接力號」停靠。
- 2009年3月14日：隨時間表改正，快速列車取消，只有普通列車停靠。
- 2012年9月28日：改為無人車站。
- 2020年4月下旬：首代木建站房被拆卸，改採用簡易站房形式的第二代站房。

## 使用狀況
以下為近年使用人次：
| 乘車人次變化 | 乘車人次變化 |
| 年度         | 1日平均人次  |
| ------------ | ------------ |
| 1999         | 994          |
| 2000         | 989          |
| 2001         | 923          |
| 2002         | 795          |
| 2003         | 732          |
| 2004         | 654          |
| 2005         | 639          |
| 2006         | 634          |
| 2007         | 633          |
| 2008         | 634          |
| 2009         | 628          |
| 2010         | 652          |
| 2011         | 687          |
| 2012         | 641          |
| 2013         | 670          |
| 2014         | 639          |
| 2015         | 703          |
| 2016         | 709          |
| 2017         | 706          |
| 2018         | 705          |
| 2019         | 666          |
| 2020         | 614          |
| 2021         | 598          |
| 2022         | 617          |

## 車站周邊
此站與宇部新川站之間的營業距離只有1.1公里，在這兩站之間的區域為宇部市中心。此站較接近宇部市政廳和宇部市立圖書館。在車站大樓對面設有鹽田川流過。

| 行政機關、公共設施 - 宇部市政廳 - 宇部市假日夜間急診診所 - 宇部稅務署 - 宇部市保健中心 - 山口縣宇部綜合廳舍 - 山口地方裁判所宇部分部 - 山口地方檢察廳宇部分部 文化設施 - 宇部市Sliver親睦中心 - 宇部市綜合福祉會館 - 宇部市男女共同參劃Center for you - 宇部市立圖書館 - 宇部市舊宇部銀行館（宇部歷史） 金融機構 - 山口銀行宇部分店 - 山口銀行上宇部分店 - 西中國信用金庫琴芝分店 - 西日本都市銀行宇部分店 - 廣島銀行宇部分店 - 東洋証券宇部分店 - 藍澤證券股份宇部分店 主要企業 - 朝日新聞宇部分局 - 宇部日報社總部、印刷中心 - FM基拉拉總部 - 毎日新聞社宇部通信部 - 山口產業總部 - 山口新聞宇部分局 | 商店街 - 悍馬路新天町 - 琴芝站通商店街 商業設施 - 山口井筒屋宇部店 - Kushibe宇部店 - 紅捲心菜宇部新天町店 - THE DAISO紅捲心菜宇部新天町店 - Aruku琴芝店 教育機構 - 宇部市立琴芝小學 - 宇部市立神原小學 - 宇部中央汽車學校 - 慶進中學·高等學校 - 山口縣立宇部工業高等學校 住宿設施 - 宇部商務酒店 - 公園琴芝日高商務酒店 - 日高商務酒店 - 翠月商務酒店 郵局 - 宇部郵局 - 宇部琴芝郵局 其他 - 中津瀨神社 - 神原公園 - 南神原公園 |

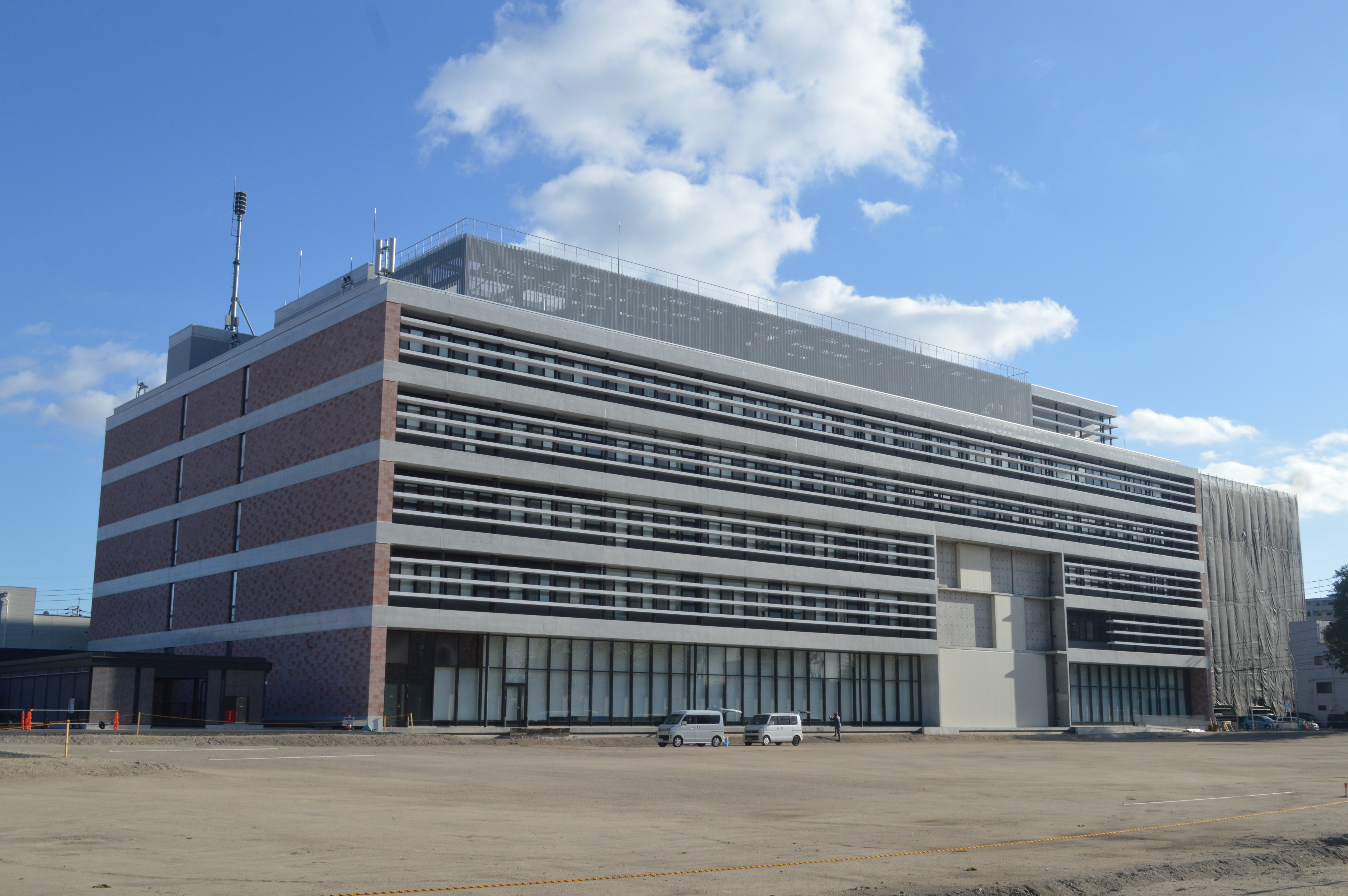
宇部市政廳
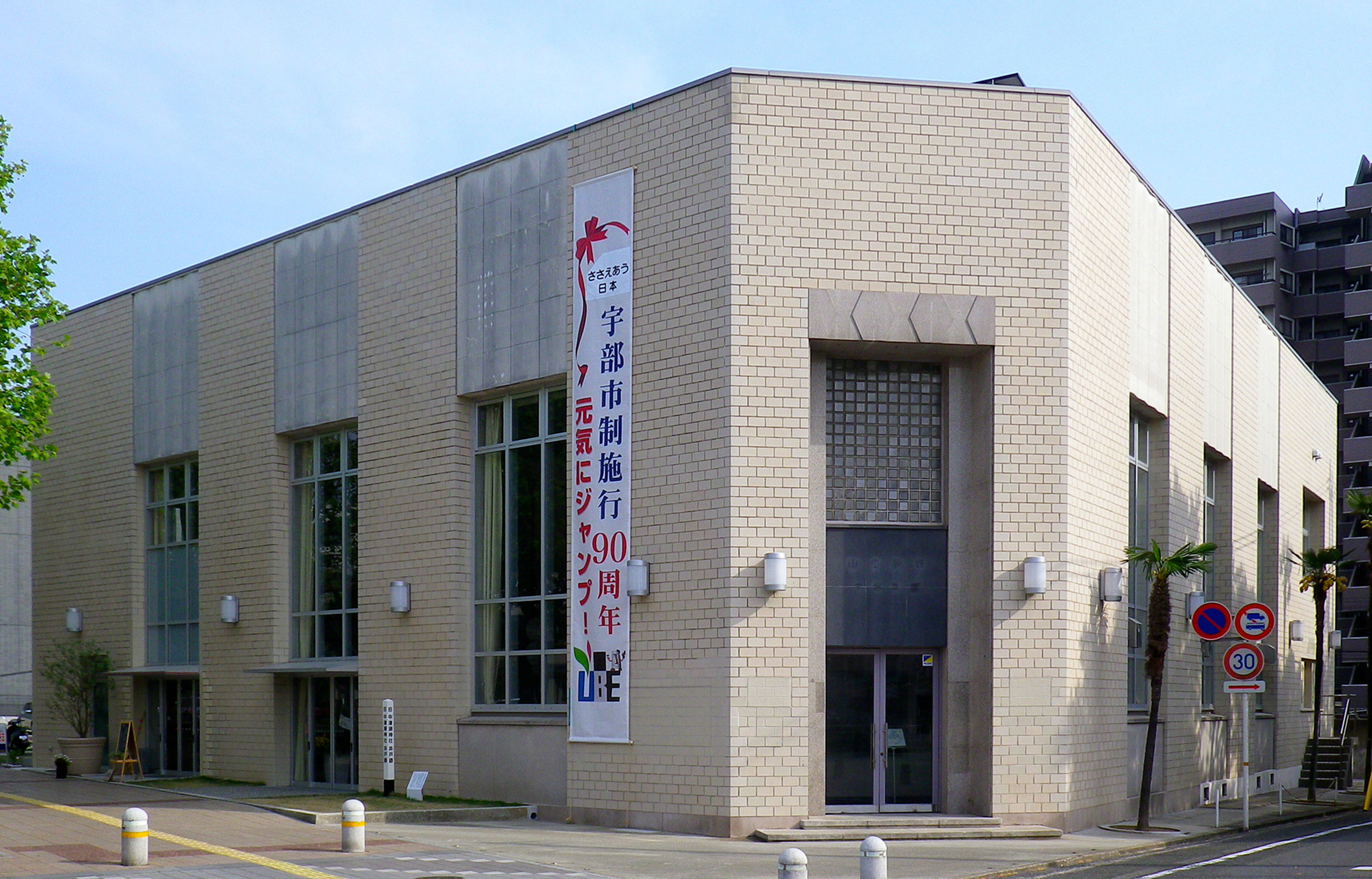
舊宇部銀行館
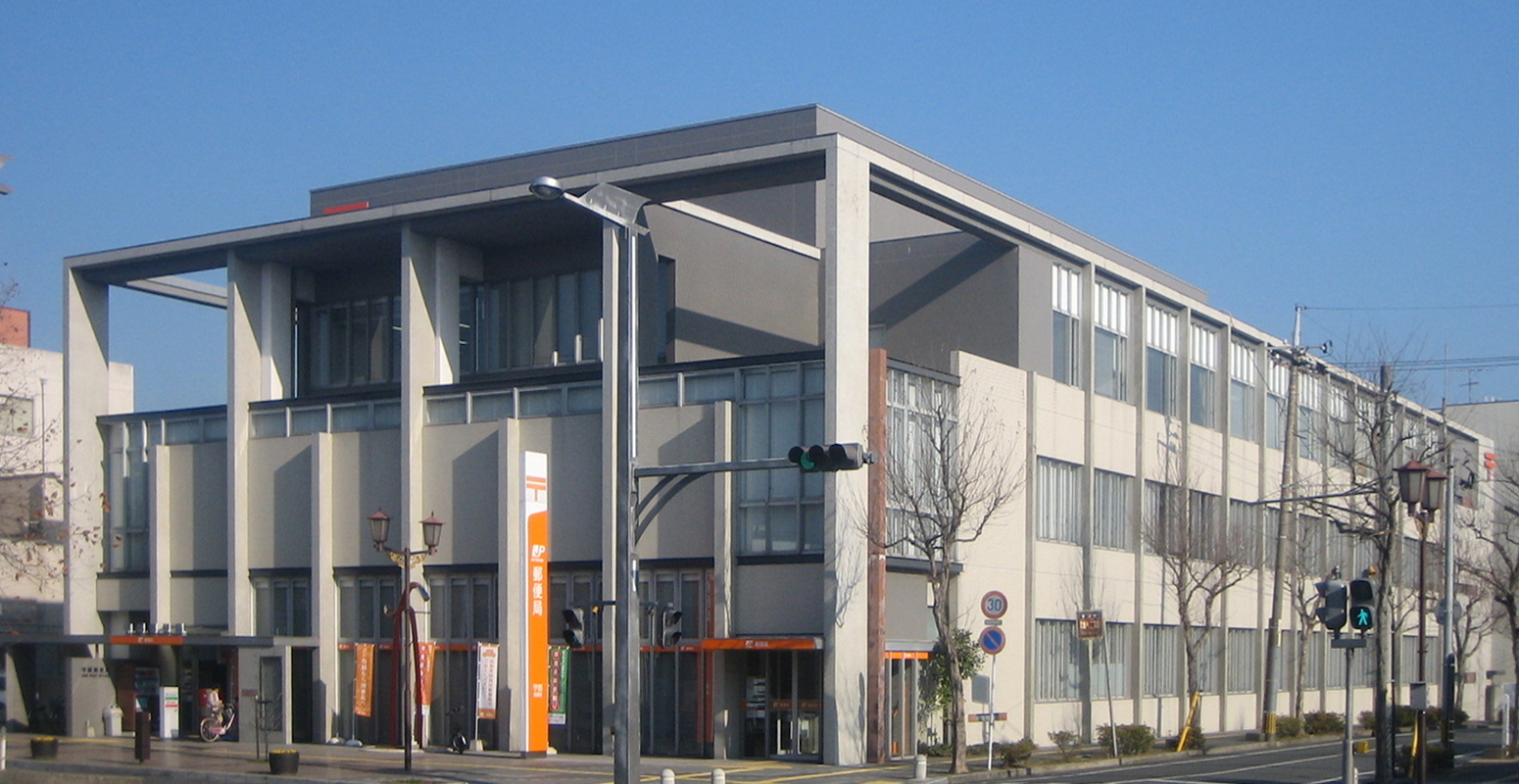
宇部郵局

## 相鄰車站
西日本旅客鐵道（JR西日本）
■宇部線
東新川－琴芝－宇部新川

## 外部連結
- 琴芝｜車站資訊：JR出門網 - 西日本旅客鐵道（日語）